# Ofensiva de Daraa (febrero-junio de 2017)
La ofensiva Daraa (febrero-junio 2017), cuyo nombre en código fue la batalla de "la muerte antes que la humillación" ( en árabe: الموت ولا المذلة‎ ), fue una operación militar lanzada por rebeldes sirios contra posiciones del Ejército Árabe Sirio en el distrito de Manshiyah de la ciudad de Daraa , en el sur de Siria , durante la Guerra Civil Siria . 

## Contexto
En la primera mitad de 2016, hubo fuertes enfrentamientos entre (y también dentro) facciones conectadas a ISIS, por un lado, y Jabhat al-Nusra y facciones del Ejército Sirio Libre , por el otro.  Al final de este período, los rebeldes salieron victoriosos pero ISIS había hecho algunos avances.  Varios grupos rebeldes formaron la Sala de Operaciones de Al-Bunyan al-Marsous (BM) en junio de 2016, compuesta por varias facciones del Frente Sur y grupos islamistas Jaish al-Islam , Ahrar al-Sham y un pequeño contingente de al-Nusra.  En febrero de 2017, esta coalición (con al-Nusra ahora reconstituida como Tahrir al-Sham o HTS) comenzó a avanzar en el territorio del gobierno en Daraa.     

## La ofensiva

### Ganancias iniciales de los rebeldes
El 12 de febrero de 2017, dos terroristas suicidas de Hayat Tahrir al-Sham , al menos uno de ellos un combatiente jordano extranjero ,  lanzaron dos coches bomba en las posiciones del Ejército sirio en el distrito de Al-Manshiyah, en el sur de la ciudad de Daraa.  Fuentes del gobierno sirio informaron que ambos vehículos fueron destruidos antes de que pudieran alcanzar su objetivo, mientras que la coalición rebelde Al-Bunyan al-Marsous (BM) afirmó que cuatro combatientes del gobierno murieron.  Los frentes de la ciudad estaban llenos de fortificaciones , y los rebeldes no obtuvieron ninguna ganancia.  El Ejército lanzó artillería y bombas  "Elefantes" en posiciones rebeldes después de repeler el asalto.
El 13 de febrero, los rebeldes afirmaron haber capturado varios edificios en Manshiyah.  Después del avance de los rebeldes, la Fuerza Aérea rusa realizó decenas de ataques aéreos contra posiciones rebeldes en Daraa.   Al día siguiente, el Ejército lanzó un contraataque que dijeron que resultó en la recuperación de varios puntos en Manshiyah.  Para el 14 de febrero, BM había afirmado haber capturado un territorio significativo, incluida la Mezquita Manshiyah, y que los refuerzos de Hezbollah y las Fuerzas de Defensa Nacional llegaron a la ciudad.
El 15 de febrero, los combatientes de Tahrir al-Sham capturaron algunas áreas en la parte noreste de Manshiyah; sin embargo, más tarde ese mismo día, el Ejército dijo que había recapturado todos los puntos perdidos y había lanzado una contraofensiva que capturaba la parte este del distrito.  Según Farhan Haq , portavoz adjunto del secretario general de la ONU , más de 9.000 civiles huyeron de la ciudad de Daraa el 15 de febrero.  Para el 17 de febrero, las fuentes pro gubernamentales habían reportado 36 muertes en el lado pro gubernamental, incluyendo un iraní y once oficiales, y al día siguiente BM anunció la finalización exitosa de la "Primera Fase" de su ofensiva.

### Puestos ofensivos y contraataque del ejército

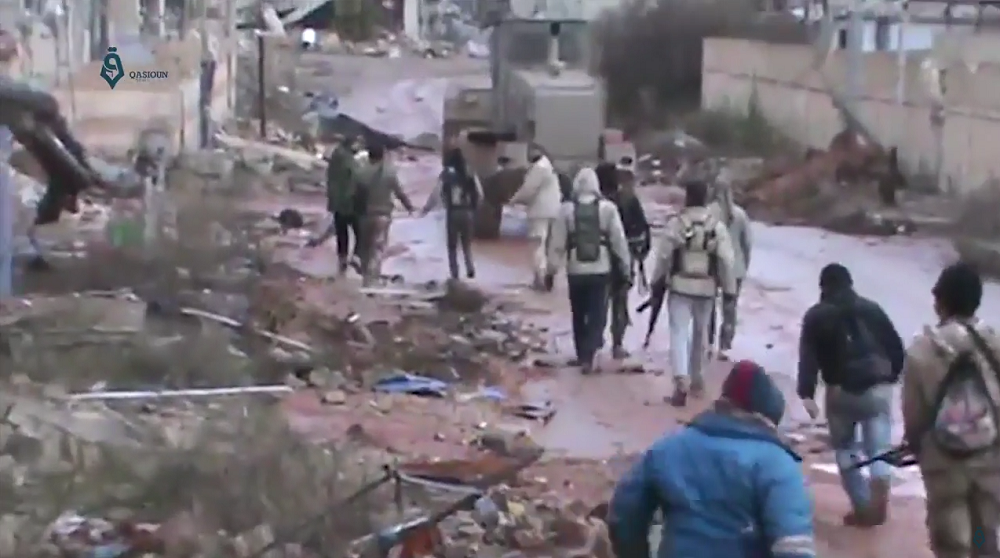
Los combatientes rebeldes avanzan en el distrito de al-Manshiyah.

El 20 de febrero, los rebeldes lanzaron la "tercera fase" de su ofensiva con la intensificación de la lucha.  Sin embargo, el mismo día, Khalid ibn al-Walid Army , aprovechó la reorientación de personal de los rebeldes para el asalto a Manshiyah y lanzó su propia ofensiva al oeste de Daraa contra los rebeldes.  El ejército de Khalid ibn al-Walid capturó Tasil , así como otras cuatro ciudades y pueblos y una colina.  Los rebeldes lograron recapturar solo dos pueblos.  Durante un período de tres días, 132 personas murieron en la ofensiva yihadista, en su mayoría combatientes.  Debido al ataque a las posiciones rebeldes, la ofensiva en la ciudad de Daraa se estancó. Según informes, el ejército sirio recapturó algunas posiciones en un contraataque conjunto de Hezbollah, NDF y 5ª División Blindada el 23 de febrero.  Sin embargo, el mismo día, un rebelde suicida se inmoló cerca de un puesto de control del Ejército en medio de un renovado intento de los rebeldes de romper las fortificaciones del gobierno en la ciudad.  Al día siguiente, la Armada rusa lanzó misiles balísticos de largo alcance en posiciones rebeldes en el distrito de al-Bilad, en represalia por el atentado suicida.
El 24 de febrero, un ataque rebelde con cohetes Omar atacó a Muawiyas en el distrito de Manshiyah; fuentes del gobierno afirmaron que una escuela fue destruida.  El mismo día, los refuerzos de la Guardia Republicana llegaron a Daraa, contando con 500 soldados, por delante de un importante contraataque del Ejército.   Fuentes pro rebeldes afirmaron más tarde que Jordania expulsó a familias de combatientes rebeldes que murieron en la ofensiva.
El 5 de marzo, el Ejército lanzó un nuevo contraataque e informó que había capturado varios edificios en el vecindario de Daraa Al-Bilad, aprovechando la falta de mano de obra rebelde que fue desviada para repeler la ofensiva del Ejército Khalid ibn al-Walid .  Al día siguiente, la 5ª división blindada de la Guardia Republicana recapturó algunos bloques de construcción en Manshiyah, revirtiendo así casi por completo las ganancias de los rebeldes logradas en febrero.  El 8 de marzo, el Ejército logró ganancias adicionales en el vecindario de Al-Bilad y se apoderó de algunas áreas alrededor de la rotonda de Al-Musarif.

### Interludio
El 12 de marzo, BM anunció la "cuarta fase" de su ofensiva.  El gobierno informó que un atacante suicida mató e hirió a varios soldados en Manshiyah.  Después de esto, los rebeldes recapturaron un edificio en el distrito.  El 13 de marzo, los rebeldes capturaron el bloque de construcción de Abu-alraha en Manshiyah.  Después de esto, la lucha disminuyó durante algunos días, aunque BM continuó reportando avances territoriales menores hacia el este.
El 16 de marzo, el ejército sirio atacó varios distritos de la ciudad controlados por los rebeldes y, según informes, mató al menos a 14 combatientes rebeldes.
El 25 de marzo, el gobierno renovó su contraataque.  El Ejército lanzó ataques de artillería y misiles en Daraa y su campo noreste; según fuentes gubernamentales, éstas destruyeron tres bases rebeldes, lo que provocó la muerte de más de 20 combatientes.  Al día siguiente, la 5ª División de la Guardia Republicana, con el apoyo de Hezbollah y las fuerzas especiales de la 15.ª División, asaltó Manshiyah, habiendo secuestrado numerosos edificios y causando alrededor de 40 bajas rebeldes.  BM, sin embargo, afirmó que no había ningún cambio territorial y dio a conocer los nombres de las nuevas muertes a favor del gobierno en acción, incluido un general de los 15 paracaidistas de Suweida, un coronel y un teniente.
El 27 de marzo, BM renovó nuevamente su ataque.  Los combatientes de Tahrir al-Sham continuaron atacando las posiciones del Ejército en el vecindario de Manshiyah.  Los militares también estaban atacando posiciones rebeldes en toda la ciudad y los enfrentamientos esporádicos continuaron hasta principios de abril.

### Ofensiva rebelde renovada
El 4 de abril, BM lanzó un nuevo asalto de ocho días en las secciones sur y oeste de Manshiyah.  Los medios de comunicación de BM declararon múltiples bajas de Hezbollah, luego, del 5 al 6 de abril, importantes ganancias territoriales y destrucción de la infraestructura militar del gobierno.  Tanto el BM como las fuentes gubernamentales informaron que los rebeldes detonaron un VBIED dentro de las partes controladas por el gobierno del distrito de Manshiyah el 6 de abril, matando a decenas de tropas del gobierno y obligándolos a retirarse.  Un segundo VBIED golpeó otro edificio en la misma área.  Durante la lucha, los rebeldes tomaron tres edificios de seguridad que sirvieron como cuartel general para el ejército sirio.
El 8 de abril, los rebeldes lanzaron otro asalto al distrito de Manshiyah, capturando grandes partes del distrito después de una feroz batalla.  Los rebeldes rompieron las defensas del Ejército en el perímetro occidental del distrito de Manshiyah, dándoles la ventaja en la batalla y acercándolos a la captura del distrito.  Para el 9 de abril, los rebeldes afirman haber matado a 103 combatientes del gobierno sirio, nueve combatientes de Hezbollah y un iraní, además de haber destruido seis tanques y seis Shilkas desde el 12 de febrero.
Aun así, dos días después, el Ejército informó que había lanzado un contraataque apoyado por la Fuerza Aérea Rusa.  A pesar del contraataque del Ejército, los rebeldes afirmaron que capturaron el "Bloque Residencial 15" después de horas de feroz combate.
El 12 de abril, los rebeldes volvieron a capturar el territorio que perdieron ante el Ejército en su contraataque, incluidos varios bloques de construcción cerca del centro del distrito.
El 14 de abril, los rebeldes lanzaron una nueva ofensiva de 11 días, con nuevos avances en Manshiyah, capturando el puesto de control de Al-Maqsem y sus bloques de construcción cercanos, la escuela Muaya'a y la mezquita Oqba Bin Nafya.  Para el 15 de abril, los rebeldes controlaban entre el 70 y el 90 por ciento del distrito de Manshiyah.  Sin embargo, fuentes gubernamentales informaron que el 16 de abril se detuvieron los avances de los rebeldes por los intensos ataques aéreos rusos.
El 18 de abril, el Ejército, respaldado por ataques aéreos rusos, lanzó una contraofensiva en el distrito de Manshiyah e informó que había recuperado algunos puntos durante los combates.  Sin embargo, los rebeldes mantuvieron el control de más del 60 por ciento del distrito.  Durante los siguientes dos días, los rebeldes contraatacaron y recapturaron varias posiciones, dejándolos una vez más en control del 80 por ciento de Manshiyah.
El 25 de abril, los rebeldes iniciaron otro ataque contra las posiciones del Ejército en el distrito de Manshiyah usando explosivos.  Aunque los rebeldes no tomaron el punto de control estratégico de Al-Arshadiyah, capturaron 12 edificios durante los combates.  Al día siguiente, los bombardeos de artillería pesada y los ataques aéreos causaron muchas bajas entre las fuerzas rebeldes.
El 5 de mayo entró en vigor un alto el fuego, mediado por Rusia, en cuatro regiones de Siria, incluida Dara'a, y los combates se detuvieron.

### Empuje final de los rebeldes
La lucha estalló de nuevo el 17 de mayo.  Los medios oficiales informaron sobre una ofensiva rebelde fallida en la que murieron dos milicianos de las HTS y un comandante de la FSA Saif al Haq, "Bilal Abu Zaid y Abu Hashem al-Tabuki (de nacionalidad saudita) de las HTS, así como Moetaz al-Nabwani".  BM afirmó que el gobierno intentó recuperar las posiciones perdidas al amparo de los fuertes bombardeos, calificando el ataque como "una violación importante del acuerdo para facilitar la escalada" en la ciudad.  El Centro Carter afirmó que las fuerzas del régimen no avanzaron en el distrito.
A fines de mayo, los rebeldes y un periodista a favor de la oposición informaron que, a pesar de la declaración de Rusia de una "zona de desescalada" en el área, se llevaron a cabo múltiples ataques aéreos en Daraa por fuerzas pro gubernamentales.
El 24 de mayo, los rebeldes capturaron entre 34 y 40 edificios en Manshiyah después de afirmar que habían rechazado más de dos intentos del Ejército por avanzar en el distrito.  En respuesta al avance de los rebeldes, la Fuerza Aérea Siria lanzó 22 ataques aéreos en posiciones controladas por los rebeldes.  El último avance supuestamente dejó a los rebeldes en control del 95 por ciento de Manshiyah.
El 2 de junio, BM informó sobre una nueva ofensiva del ejército pero no hubo cambios territoriales, mientras que al día siguiente, los medios de comunicación a favor del gobierno informaron que un nuevo ataque de los rebeldes en Manshiyah fue rechazado.  Treinta y un combatientes murieron en ambos bandos en medio de los combates, incluyendo 16 soldados y 15 rebeldes.  Como represalia por el ataque, el Ejército bombardeó fuertemente las partes de la ciudad controladas por los rebeldes al día siguiente.  También se informó que el bombardeo fue parte de los preparativos para una próxima ofensiva contra los rebeldes en Daraa lucha continuó hasta el 6 de junio.

## Consecuencias - ofensiva del gobierno
El 7 de junio, se lanzó una ofensiva del ejército sirio contra los rebeldes en la ciudad de Daraa.  Sin embargo, las líneas del frente permanecieron impasibles a fines de junio y hubo pocas luchas significativas durante el verano.